# ادوارد کاوانا
ادوارد کاوانا (انگلیسی: Edward Kavanagh; ۲۷ آوریل ۱۷۹۵ – ۲۲ ژانویهٔ ۱۸۴۴) سیاست‌مدار، و دیپلمات اهل ایالات متحده آمریکا بود.
وی فرماندار ایالت مین بود.